# Comuna Bocsig, Arad
Bocsig (în maghiară Bokszeg) este o comună în județul Arad, Crișana, România, formată din satele Bocsig (reședința), Mânerău și Răpsig.

## Demografie

### 2011
Conform recensământului din 2011, populația comunei Bocsig se ridica la 3.231 de locuitori, în scădere față de 2002, când se înregistraseră 3.553 de locuitori. Majoritatea locuitorilor erau români (92,6%). Din punct de vedere confesional, majoritatea locuitorilor erau ortodocși (74,13%), cu o minoritate de greco-catolici (10,55%).

### 2021
Componența etnică a comunei Bocsig
     Români (91,3%)
     Romi (2,15%)
     Alte etnii (0,42%)
     Necunoscută (6,13%)
Componența confesională a comunei Bocsig
     Ortodocși (76,37%)
     Greco-catolici (7,33%)
     Penticostali (5,9%)
     Baptiști (1,83%)
     Alte religii (2,15%)
     Necunoscută (6,42%)
Conform recensământului efectuat în 2021, populația comunei Bocsig se ridică la 3.068 de locuitori, în scădere față de recensământul anterior din 2011, când fuseseră înregistrați 3.231 de locuitori. Majoritatea locuitorilor sunt români (91,3%), cu o minoritate de romi (2,15%), iar pentru 6,13% nu se cunoaște apartenența etnică. Din punct de vedere confesional, majoritatea locuitorilor sunt ortodocși (76,37%), cu minorități de greco-catolici (7,33%), penticostali (5,9%) și baptiști (1,83%), iar pentru 6,42% nu se cunoaște apartenența confesională.

## Politică și administrație
Comuna Bocsig este administrată de un primar și un consiliu local compus din 13 consilieri. Primarul, Teodora Abrudean[*], de la Partidul Național Liberal, este în funcție din noiembrie 2017. Începând cu alegerile locale din 2024, consiliul local are următoarea componență pe partide politice:
|  | Partid                          | Consilieri | Componența Consiliului | Componența Consiliului | Componența Consiliului | Componența Consiliului | Componența Consiliului | Componența Consiliului | Componența Consiliului |
|  | ------------------------------- | ---------- | ---------------------- | ---------------------- | ---------------------- | ---------------------- | ---------------------- | ---------------------- | ---------------------- |
|  | Partidul Național Liberal       | 7          |                        |                        |                        |                        |                        |                        |                        |
|  | Partidul Social Democrat        | 4          |                        |                        |                        |                        |                        |                        |                        |
|  | Alianța pentru Unirea Românilor | 2          |                        |                        |                        |                        |                        |                        |                        |

## Atracții turistice
- Castelul "Karagherghevici" din satul Bocsig, costruit în anul 1860
- Muzeul satului din Bocsig

## Personalități născute aici
- Ion Vidu (1863 - 1931), compozitor și dirijor;
- Nicolae Robu (n. 1955), politician, primar al Timișoarei;
- Andrei Gag (n. 1991), atlet.